# GE LM2500

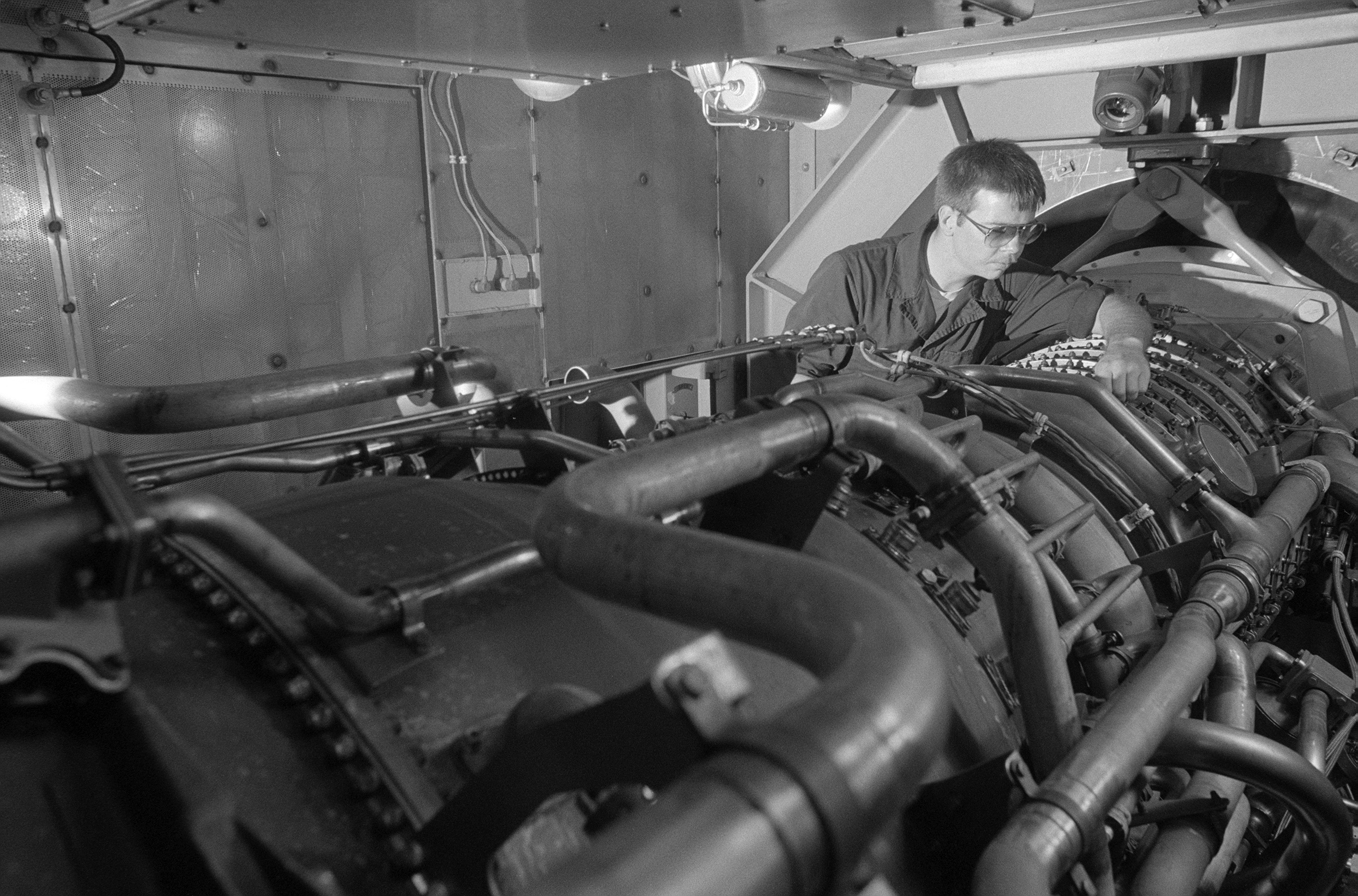
미해군 프리깃함인 USS 포드 (FFG-54)의 LM2500 가스터빈엔진

GE LM2500은 제너럴 일렉트릭에서 생산하는 함정용 터보사프트 가스 터빈 엔진이다. GE의 비행기 엔진인 GE CF6-6을 개조한 것이다.
LM2500의 현재 버전은 33,600 마력 (25.1 MW)의 출력을 낸다. ISO 조건에서 열효율은 37%이다.
이 엔진은 많은 미국 해군의 군함에 사용되고 있다. 2004년 현재, 1천개 이상의 LM2500 가스 터빈이 29개국 이상의 해군함정에 사용되고 있다.
LM2500+ 엔진은 보다 개선된 버전으로서, 40,200 마력 또는 발전기를 돌렸을 경우에는 28.6 MW의 전기 에너지를 낸다.
LM2500은 일본의 Ishikawajima-Harima, 이탈리아의 Avio에서 면허생산되고 있다.

## 역사

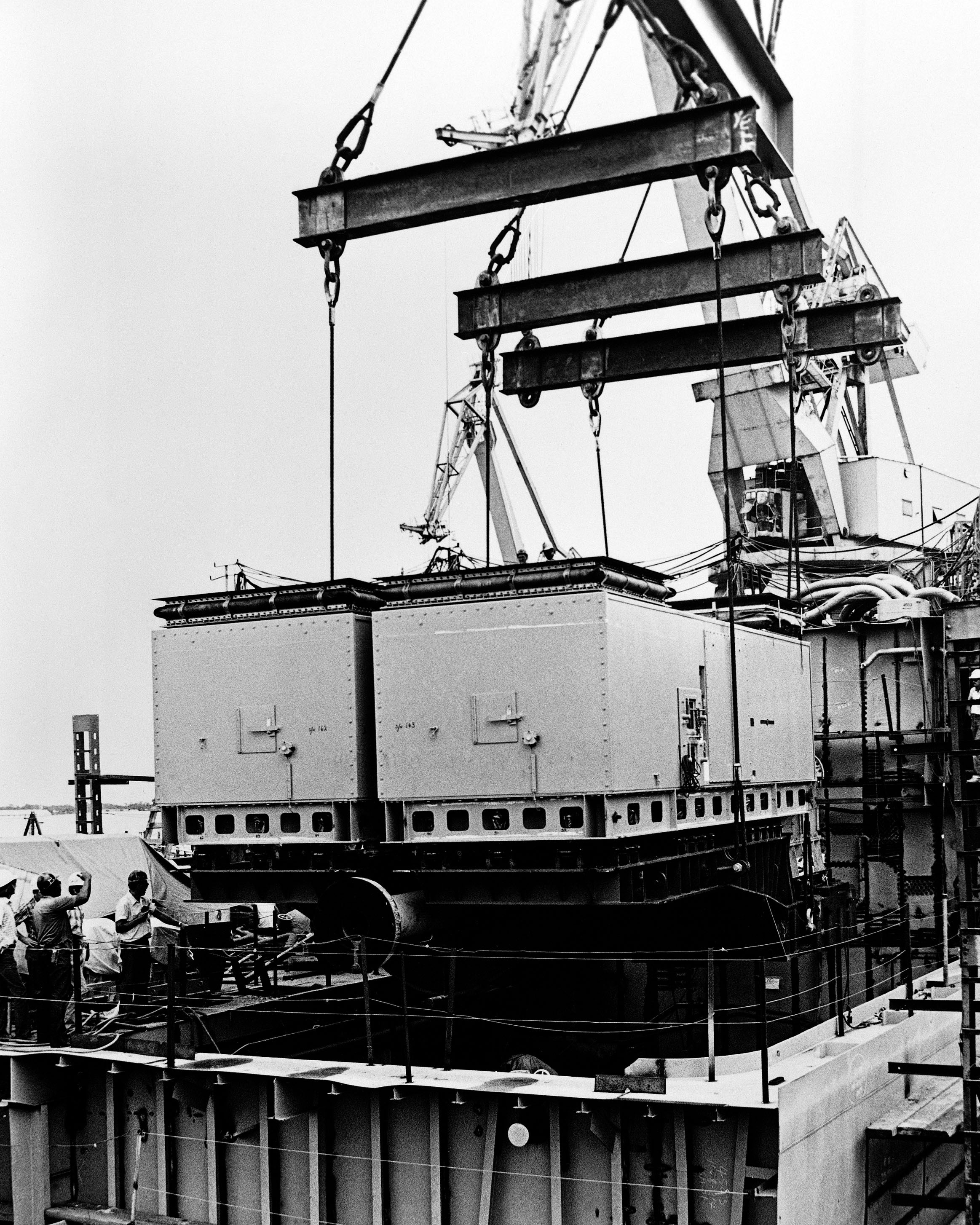
잉걸스 조선소의 기중기가 벙커힐 이지스함의 선체 속으로 추진모듈을 내리고 있다. 모듈은 GE LM2500 가스터빈 2기와 웨스팅하우스 기어감속장치로 구성되어 있다.

알레이버크급 구축함을 위해서, LM2500은 26,500 SHP의 출력을 내도록 업그레이드 되었다. 현재 버전은 1990년대 후반에 다시 업그레이드 되어서, 30,000 SHP의 출력을 낸다.

## 관련 엔진
GE는 보다 큰 엔진인 GE LM6000도 제공한다. 비슷한 구성(configuration)이면서도, LM6000은 LM2500 보다 2배의 출력을 낸다.

## 같이 보기
- GE LM6000
- GE LMS100